# أنتونيو كاستيخون
أنتونيو كاستيخون إسبينوزا (بالإسبانية: Antonio Castejón Espinosa)‏ (مانيلا 1 يونيو 1896 - مدريد 2 يوليو 1979) هو قائد عسكري إسباني شارك في لانقلاب 1936 العسكري ضد حكومة الجمهورية الثانية التي أدت إلى نشوب الحرب الأهلية الإسبانية.
بصفته قائد الفيلق الإسباني قاد أحد الأرتال التي قامت بالتقدم السريع عبر أندلسيا وإكستريمادورا، حيث نفذ بعض أسوأ حلقات القمع في الحرب بأكملها، وبالخصوص مذبحة باداخوز مشهورة. أدت هذه الأحداث إلى اعتبار أن كاستيخون كان ضابطًا عسكريًا متعطشًا للدماء بشكل روتيني.

## السيرة الذاتية
ولد في مانيلا - كانت مدينة إسبانية - سنة 1896، دخل الجيش في سن مبكرة. وساهم في حروب الريف، حيث نال العديد من الترقيات لجدارة الحرب.

### الحرب الأهلية الإسبانية
برتبة مقدم في سلاح المشاة عين في الفيلق الإسباني، انضم إلى جانب المتمردين في الانقلاب ضد الجمهورية الإسبانية الثانية، واحتل بالقوة مركز الشرطة الإسباني الرئيس في محمية المغرب الموجودة في مدينة تطوان.
بين 19 و 20 يوليو، ذهب إلى إشبيلية جواً مع سرية من الفيلق. وقاد هناك هجمات المتمردين على الميليشيات الشعبية الراسخة في أحياء الطبقة العاملة، سرعان ما برز كواحد من قادة القمع في إشبيلية.
ثم تلقى أوامر من الجنرال كويبو دي يانو لاحتلال مدن مختلفة في الأندلسيا. فاستولى في وقت قصير على بلدات مورور وأوتررا وقنطرة شنيل باستخدام القسوة المفرطة، كسب كاستيخون سمعته بأنه متعطش للدم بالطرق الوحشية المستخدمة في هذه الحملة. وبالتالي خفض ضغط الجمهورية على إشبيلية وقرطبة، بعد اجتماع في 1 أغسطس 1936 كلفه الجنرال فرانكو للتوجه نحو إكستريمادورا ومعه أحد الطوابير الأربعة التي كانت تحت قيادة المقدم خوان ياغوي، لربطها بقوات الجنرال مولا الموجودة في الشمال.
وفي مساء 2 أغسطس غادر طابوره إشبيلية بقيادته، ويساعده المقدم كارلوس أسينسيو كابانيلاس والمقدم هيلي رولاندو دي تيلا، فحققوا اكتساح سريع ودموي لبلدات الصفراء وألمندراليخو وماردة وباداخوز، وكذلك مدن أخرى في إكستريمادورا، وقاموا بقمع شرس بلغ ذروته في مذبحة باداخوز. ففي 14 أغسطس قامت السرية بقيادة النقيب بيريز كاباليرو بالهجوم من خلال فجوة ترينيداد، وبالتالي إنهاء عمليات الهجوم على بطليوس (باداخوز).
في 21 أغسطس كسر السور المحيط بدير غوادالوبي المحاصر، مما أمكنه من السيطرة على الطابور «الشبح» للكابتن أوريباري. وفي خريف 1936 حارب على جبهة طليطلة وبعد ذلك على جبهة مدريد، حيث أصيب بجروح خطيرة في الورك في أحد المعارك الشرسة في كازا دي كامبو.
بعد ترقيته إلى رتبة عقيد سنة 1937، تلقى قيادة الفرقة 102 الموجودة في جبهة الأندلس. على رأس الفرقة شارك في القضاء على جيب ماردة صيف 1938. ثم أرسل لاحقًا مع فرقته إلى جبهة إبرو لدعم فيلق الجيش المغربي.

### ديكتاتورية فرانكو
تولى قيادة «دوق ألبا» الثالثة من الفيلق الإسباني من 21 ديسمبر 1939 إلى 18 يونيو 1942. ثم رقي بعد انتهاء الحرب إلى رتبة جنرال، وبعدها إلى رتبة فريق وفي 1957 قيادة القبطانية العامة للقيادة العسكرية الثانية المتمركزة في إشبيلية.
ترأس في مجلس الحرب ووقع حكم الإعدام ضد الفلانخي خوان خوسيه دومينغيز مونيوز بعد هجوم بيغونيا ضد الكارليين، وأعدم رميا بالرصاص في 1 سبتمبر 1942. وفي سنة 1964 اعترف لأرملة دومينغيز مونيوز: «لقد وقعت ضد إرادتي» (لقد طلبت منه إجراء مقابلة لطلب الصفح عنه).
تقاعد في 11 يونيو 1966. وعاش في كالي ألونسو هيريديا في مدريد. ودفن في شريش.

## ملاحظة
1. ↑  بالرغم من أن طابوره قد فشل مرتين في اختراق تريانا عن طريق ساحة ألتوزانو.[8]

## وصلات خارجية
- السير الذاتية للمتمردين لغة إسبانية
- صفراء مرآة المحرقة